# Lara Almarcegui

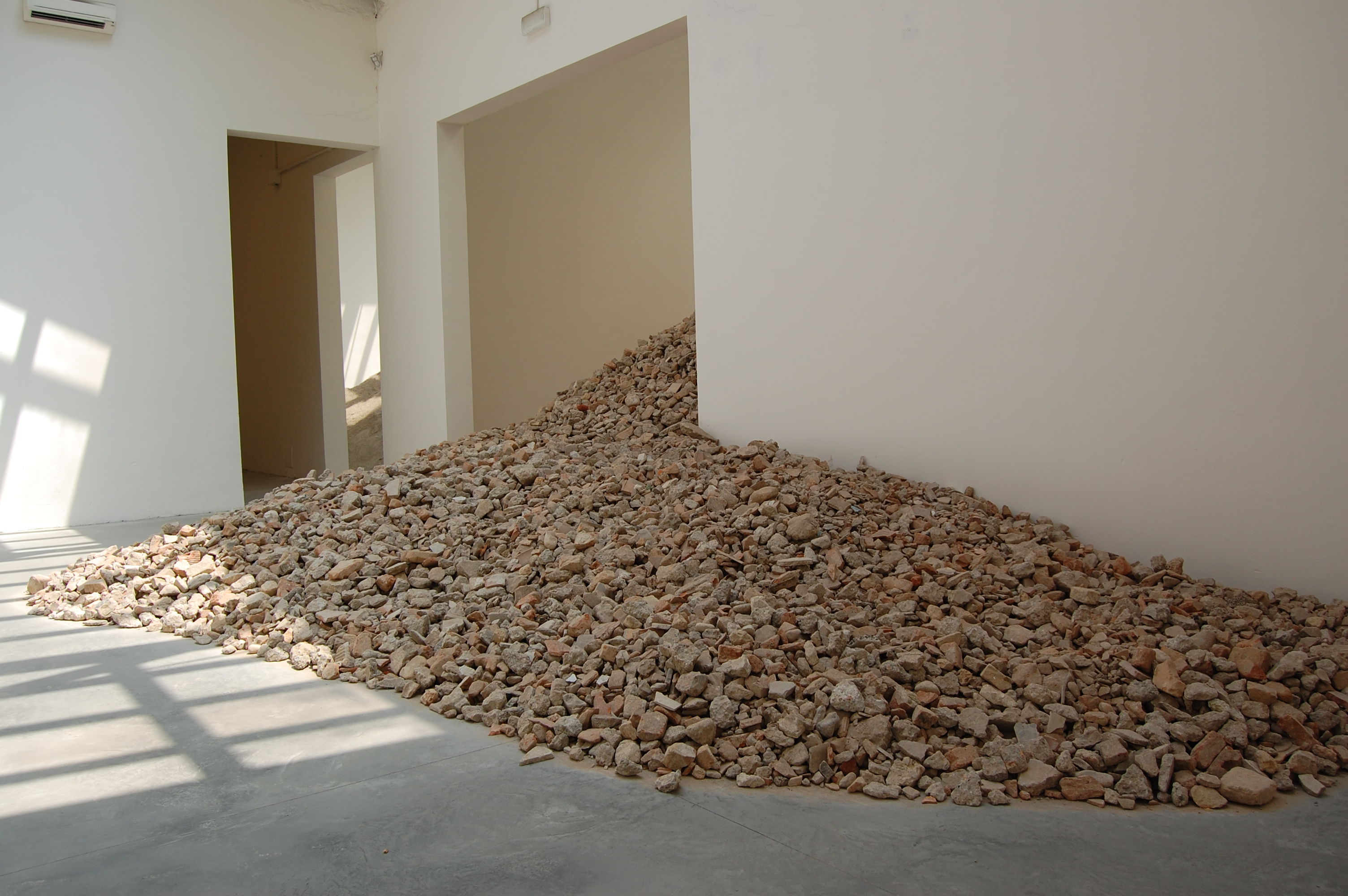
Biennale de Venise, 2013

Lara Almarcegui est une artiste, née en 1972 à Saragosse (Espagne) et vivant à Rotterdam. Elle réalise ses installations in situ, en investissant des sites abandonnées et en questionnant la ville. 

## Biographie
Lara Almarcegui a exposé depuis 1995 au Portugal, en Espagne, en Belgique, aux Pays-Bas, en Italie, en Croatie, en Grande-Bretagne. 
En France, elle a exposé au FRAC de Bourgogne, au FRAC de Lorraine, au Grand Café de Saint-Nazaire. 
Elle est lauréate du Prix Altadis en 2005-2006.

## Travail
Le travail ne se fait ni dans un atelier, ni dans les galeries d'art, mais dans des sites qui sont la plupart du temps des sites urbains, en particulier des sites délaissés par les politiques d'architecture et d'urbanisme tels que des bâtiments en ruine, des terrains vagues ou des jardins d'ouvriers qui font alors l'objet d'une restauration ou simplement d'une monstration. Montrer la beauté de ce qui passe inaperçu à la fois des architectes et des usagers dans les espaces laissés en friche par la ville. Produire une conscience de ces lieux in situ plutôt que par la représentation. 
Elle s'intéresse au matériau de construction et gravats lors des démolitions. 
En 2003, lors du festival Accès(s), elle transforme la gare désaffectée, près de Saragosse, en hôtel gratuit d'une semaine à l'aide des habitants qui apportent mobilier et casseroles. 
Les galeries sont des lieux par lesquels Almarcegui pointent l'attention sur ces dimensions architecturales extérieures. Les expositions peuvent consister, par exemple, dans des photos de son travail et un texte explicatif, ou bien dans des tracts qui incitent à aller voir des lieux situés en dehors de l'espace d'exposition, ou bien l'exposition des matériaux utilisés pour la construction de la salle d'exposition (comme les matériaux utilisés pour la foire de Frieze, à Londres) ou la simple mention des quantités de matériaux utilisés.
Une telle pratique trouve ses antécédents dans les travaux de Gordon Matta-Clark, Robert Smithson, Michael Asher ou le collectif Stalker. 
La démarche est celle d'une critique du capitalisme pensée par Lara Almarcegui comme une réponse « écosophique » à l'économie mondialiste. 
Elle représente lors de la 55e Biennale de Venise le pavillon espagnol où elle expose Ruins. Des amas de différentes natures occupent tout le pavillon : un immense tas de briques occupe différentes pièces aussi occupées par des éclats de verre, de bois etc. Ces matériaux sont présents selon l'exacte quantité de ceux qui ont été nécessaires pour construire le pavillon : il est dédoublé à l'état de ruine en son sein.

## Œuvres
- Restaurer le Marché de Gros quelques jours avant sa démolition (Saint-Sébastien, 1995)
- Creuser (Amsterdam, 1998)
- Décaper la façade (Bruxelles, 1999)
- Trois semaines en train de restaurer une cabane de jardin (Phalsbourg, 2000)
- Construire mon jardin ouvrier (Rotterdam, 1999-2002)
- Guide des terrains vagues (Amsterdam, 1999)
- Chantiers ouverts au public (Saint-Nazaire, 2003)
- Enlever le sol (Barcelone, 2003)
- Enlever le sol (Amsterdam, 2005)
- Matériaux de construction, Campus de Beaulieu, Rennes (2014). Dans le cadre de l'action Nouveaux commanditaires de la Fondation de France. Médiation et production 40mcube et Eternal Network